# Посольство Португалии в России
Посольство Португальской Республики в Москве (порт. Embaixada da República Portuguesa na Federação Rússa) — дипломатическая миссия Португалии в России, расположена в Москве в Мещанском районе на углу Грохольского и Ботанического переулков.
Посол — Мария Мадалена Лобу Карвалью Фишер (с 2022 года).
- Адрес посольства: 129010, Москва, Грохольский переулок, № 3.
- Консульский отдел: 129010, Москва, Ботанический переулок, № 1.

## Послы Португалии в России
| - Франсишку Жозе да Орта Машаду (1779—1801) - Теодоро Жозе Пиньейру (1800—1802, поверенный в делах) - маркиз де Низа (1801—1802) - Антониу де Араужо де Асеведо (1802—1804) - Родриго Наварро де Андраде (1804—1811, поверенный в делах) - Жоау Паулу Безерра (1811—1812) - Антониу Гедес де Оливейра (1812—1814, врем. поверенный) - маркиз де Мариальва (1814) - Антониу Салданья да Гама (1814—1817) - Луис Антонио де Абреу-и-Лима (1817—1820, врем. поверенный) - виконт де Лапа (1820—1822) - Луис Антонио де Абреу-и-Лима (1822—1824, врем. поверенный) - Рафаэл да Круз Геррейро (1824—1833) - Жозе Маурисио Коррейя Энрикеш (1830—1838) - Жоаким Феррейра Борхес (1838—1839, 1842—1844, врем. поверенный) - Жоау Гомеш де Оливейра (1844—1845, врем. поверенный) - виконт де Сейсал (1845—1848) - Педру де Соуза Ботельо (1849—1850, врем. поверенный) - виконт де Сейсал (1850—1851) - Педру де Соуза Ботельо (1851, врем. поверенный) - барон де Пайва (1851—1852) - Педру да Кошта де Соуза де Маседо (1853—1854, врем. поверенный) - граф де Вила-Реал (1855) - виконт де Моура (1856—1868) - Жоау Коэльо де Алмейда (1868, врем. поверенный) - граф де Ривас (1868—1870) | - Педру да Кошта де Соуза де Маседо (1870) - виконт де Фиганьере (1870—1876) - барон де Сантуш (1876—1889) - граф де Сан-Мигел (1889—1892) - граф де Карвальидо (1892) - граф Товар (1892—1893) - граф де Азеведо да Силва (1893—1894) - Агостиньо де Орнелас Васконселос Эсмералдо Ролим де Моура (1894—1901) - Алфредо Алсино де Каштру (1902—1910) - Жайме Баталья Рейш (1912—1918) - Педру Мартин да Кунья Вега Мадейра де Андраде (1974) - Марио Висосо Невеш (1974—1977) - Фернанду де Магальяш Круш (1977—1980) - Антониу Аугушту де Медейрош Патрисиу (1980—1984) - Сержиу Алехандре Айриш Тринидад де Сакадура-Кабрал (1984—1990) - Антониу Леал да Кошта Лобо (1990—1993) - Жозе Мануэл Пейшото де Вилаш-Боаш де Васконселош Фариа (1993—1996) - Жозе Пашеку Луиш Гомеш (1996—2001) - Жоакин Рафаэль Каймоту Дуарте (2001—2002) - Жоау Диогу Коррейа Сарайва Нунеш Барата (2002—2004) - Мануэл Марселу Монтейру Курту (2004—2009) - Педру Нуну де Абреу-и-Мелу Бартолу (2009—2013) - Марио Годиньо де Матуш (2013—2017) - Паулу Жоао Лопеш ду Регу Визеу Пинейру (2017—2021) - Мария Мадалена Лобу Карвалью Фишер (2021 — н. в.) |